# Mochlus vinciguerrae
Espèce
Synonymes
- Lygosoma vinciguerrae Parker, 1932
- Riopa vinciguerrae (Parker, 1932)

Mochlus vinciguerrae est une espèce de sauriens de la famille des Scincidae.

## Répartition
Cette espèce se rencontre en Somalie et en Éthiopie.

## Étymologie
Cette espèce est nommée en l'honneur de Decio Vinciguerra.

## Publication originale
- Parker, 1932 : Two collections of amphibians and reptiles from British Somaliland. Proceedings of the Zoological Society of London, vol. 1932, p. 335-367.